# Автошлях Т 2608
Автошля́х Т 2608 — автомобільний шлях територіального значення у Чернівецькій області. Пролягає територією Чернівецького району через Сторожинець — пункт контролю Красноїльськ. Загальна довжина — 27,6 км.

## Маршрут
Автошлях проходить через такі населені пункти:
| Автошлях Т 2608               |           |
| Чернівецька область           |           |
| Чернівецький район            |           |
| Сторожинець                   | Р62Т 2607 |
| Буденець                      |           |
| Чудей                         |           |
| Красноїльськ                  |           |
| Красноїльськ (пункт контролю) |           |